# Parafia św. Józefa w Sulejówku
Parafia pw. św. Józefa w Sulejówku – parafia rzymskokatolicka należąca do dekanatu sulejóweckiego, diecezji warszawsko-praskiej, metropolii warszawskiej. 
Parafia erygowana w 1 października 2021 roku w miejsce dotychczasowego kościoła rektorskiego prowadzonego przez Księży Marianów. Zgromadzeniu zostało powierzone dalsze duszpasterstwo nowej parafii.

## Zasięg parafii
Do parafii należą wierni z części Sulejówka, a także z części Halinowa.